# Bon Iver
Bon Iver je američki sastav kojega je osnovao kantautor, Justin Vernon, 2007. godine. Sastav također čine Michael Noyce, Sean Carey, Colin Stetson i Matthew McCaughan, između ostalih. Debitantski album Bon Ivera, For Emma, Forever Ago, Vernon je objavio samostalno 2007. godine. 2012., Bon Iver osvojio je nagrade Grammy za najbolje nove glazbenike i najbolji alternativni album godine, za njihov drugi studijski album, Bon Iver, Bon Iver (2011.). Naziv skupine je izveden iz francuske fraze bon hiver ("dobra zima").

## Diskografija
Studijski albumi
- For Emma, Forever Ago (2007.)
- Bon Iver, Bon Iver (2011.)
- 22, A Million (2016.)
- i,i (2019.)
- Sable, Fable (2025.)

EP
- Blood Bank (2009.)

## Vanjske poveznice
- (engl.) Službena stranica

|  | Zajednički poslužitelj ima još gradiva o temi Bon Iver |